# Vild med Dyr
Vild med Dyr er et medlemsblad for ungdomsmedlemmer af organisationen Dyrenes Beskyttelse. 

## Ekstern henvisning
- Vild med Dyrs hjemmeside
- Dyrenes Beskyttelses hjemmeside

| Anime eller manga | Spire Denne artikel om medie og kommunikation er en spire som bør udbygges. Du er velkommen til at hjælpe Wikipedia ved at udvide den. |